# Volker Nienhaus
Volker Nienhaus (* 19. Juli 1951 in Essen) ist ein deutscher Wirtschaftswissenschaftler.
Volker Nienhaus studierte von 1970 bis 1974 an der Ruhr-Universität Bochum Wirtschaftswissenschaft. Nach Promotion (1979) und Habilitation (1985) in Bochum war er dort von 1985 bis 1989 Professor für Volkswirtschaftslehre. Von 1989 bis 1990 lehrte er an der Universität Trier. Danach kehrte er an die Ruhr-Universität Bochum zurück, wo er den Lehrstuhl für Wirtschaftspolitik innehatte. Von 1997 bis 1999 war er Dekan der Wirtschaftsfakultät der Ruhr-Universität. Er konzentriert sich in Forschung und Lehre einerseits auf die sektorale Aufteilung der Wirtschaft, besonders die Theorien des sektoralen Wandels sowie der Forschungspolitik. Andererseits ist internationale Wirtschaftspolitik, besonders diejenige arabischer und asiatischer Länder, ein weiterer Forschungsschwerpunkt. Von 2003 bis 2010 war er Präsident der Philipps-Universität Marburg.